# Giuseppe Mascara
Giuseppe Mascara (né le 22 août 1979 à Caltagirone, dans la province de Catane, en Sicile) est un footballeur italien, évoluant au poste d'attaquant dans l'équipe de Scordia avant de devenir entraîneur.

## Biographie
Giuseppe Mascara commence à jouer très jeune au football à travers l'équipe de la paroisse de Comiso en Sicile. Ses premiers débuts, il les fait avec l'équipe amateur de sa ville, la Polisportiva Comiso. Il est remarqué par Emanuele Massari, l'entraîneur de l'équipe jeune de la ville voisine, l'US Ragusa, et l'engage dans son équipe. À 16 ans, il fait donc ses débuts en Serie D, 4e division italienne lors de la saison 1995-96, son unique match de la saison. Mais la saison suivante, il devient vite un élément important de l'équipe en marquant 5 buts en 28 matchs. 
La saison suivante, 1997-1998, à moins de 18 ans, il passe à l'échelon supérieur, en Serie C1, à l'ASD Battipagliese. Lors de la saison, il joue peu (5 matchs) et l'équipe, 17e évite de peu la relégation (victoire aux play-out face à l'US Palerme 1-0 et O-O). Il joue avec plus de continuité la saison suivante : il joue 17 matchs et marque 1 but mais cette fois-ci l'équipe, 16e, sera reléguée aux termes des play-out (0-1, 1-1, face à Marsala). Mascara reste la saison suivante malgré la relégation. Mais malgré ses satisfactions personnelles (9 buts en 26 matchs), la saison du club est encore un échec : 14e et défait au play-out par le Castrovillari Calcio (0-2, 0-0) le club est à nouveau relégué, en Serie D cette fois. Mascara est en fin de contrat.
Repéré par Aldo Ammazzalorso, qu'il avait vu jouer lors d'un match contre son ancienne équipe l'Aquila Calcio, décide de le prendre avec lui dans son nouveau club l'US Avellino en Serie C1. C'est lui qui le premier va le faire jouer en attaque lorsqu'il était plutôt milieu offensif jusqu'alors. Il va enfiler les perles et marquer 16 buts en seulement 29 matchs et amener le club aux portes de la montée, le club terminant 4e. Mais l'équipe perd aux play-off contre le Catania (1-0, 0-2).
Il rejoint enfin la Serie B lors de la saison 2001-02, à 22 ans, en signant pour la Salernitana. Il y débute le 22 août 2001, contre l'UC Sampdoria et marque son premier but. Pourtant il y est revendu avant la fin du mercato d'été, après seulement 3 matchs (1 en championnat et 2 en Coupe d'Italie) avec pourtant 2 buts à la clé, à l'US Palerme. Avec le club rose et noir, il jouera 21 matchs et marquera 6 buts. Après un excellent début, où il était vice meilleur buteur de Serie B, il est ralenti dans sa progression par une mauvaise blessure qui le tiendra éloigné trois mois des terrains. Le club, promu, termine à une bonne 10e place. Il reste à l'US Palerme pour la saison 2002-03 mais, toujours gêné par des problèmes musculaires, il n'arrive pas à donner le meilleur de lui-même et malgré ses 17 matchs, il ne marque que deux buts. Lors du mercato, Giuseppe Mascara est échangé avec Paul Codrea du Genoa CFC. Avec le Genoa, ses prestations ne s'amélioreront pas. Il ne marque que deux buts en 13 matchs et l'équipe, 18e est reléguée en Serie C1, avant d'être repêchée par l'élargissement du championnat à 24 clubs.
Pour la saison 2003-2004, Mascara retourne en Sicile et passe au Catania, le club de Luciano Gaucci. Là, Mascara va être un titulaire incontesté, formant avec Luis Oliveira, le buteur belge, l'un des duos d'attaque les plus efficaces de la Serie B : il marquera 13 buts en 41 matchs. Le club terminera à une bonne 9e place. À la fin de la saison, la famille Gaucci, déjà propriétaire du Perugia décide de se séparer du club sicilien, non sans débaucher certains joueurs pour jouer avec Perugia. Mascara, très estimé par son ancien président, fait partie de ceux-là. Mascara joue 41 matchs, pas toujours titulaire, et marque six buts. Le club termine 3e mais perd face au Torino FC en finale des play-off (1-2, 1-0). L'équipe est de surcroît radiée à cause de ses dettes et devra repartir la saison suivante de la Serie C1. Ceci va permettre à Mascara de retourner à Catania dès la saison 2005-06, avec son coéquipier à Pérouse Davide Baiocco.
Son retour à Catania va coïncider avec le retour du club dans l'élite, 22 ans après sa dernière apparition à ce niveau : Mascara, titulaire indiscutable, va grandement contribuer au retour du club en Serie A avec ses 14 buts en 36 matchs (dont un triplé contre l'AC Mantoue), formant avec son coéquipier Gionatha Spinesi, auteur de 23 buts, un duo d'attaque d'une grande efficacité. Le club terminera finalement deuxième, et la ville pourra laisse exploser sa joie dans la grande tradition sicilienne qui reconnait dans Mascara un enfant du pays. 
C'est ainsi qu'il fait ses débuts en Serie A lors de la saison 2006-2007, à 27 ans, plus précisément le 10 septembre 2006 contre le Cagliari Calcio. Sa première saison dans l'élite ne sera toutefois pas aussi réussie que la précédente, Mascara rencontrant diverses difficultés : touché par des problèmes musculaires, expulsé trois fois lors des 12 premières journées, offrant des prestations que certains attendaient meilleurs, il marque tout de même 6 buts en 28 matchs. L'équipe réussit l'opération maintien et termine à une bonne 13e place. La saison suivante, il joue avec plus de continuité, marquant peu (4 buts en 35 matchs) mais se montrant toujours disponible et actif sur le terrain. L'équipe arrive en demi-finale de Coupe d'Italie (7 matchs et 1 but pour Mascara), éliminée difficilement par l'AS Rome (0-1, 1-1). En championnat l'équipe se sauve de justesse (17e).
La saison 2007-2008 sera sa saison jusqu'alors la plus réussie en Serie A : il marque pas moins de 12 buts en 34 matchs (meilleur buteur du club) et l'équipe, 15e, se sauve à nouveau. Il marque un triplé contre le Torino FC lors de la 100e victoire du club en Serie A. Le 1er mars, dans le derby sicilien contre l'US Palerme, il marque un but d'anthologie de 50 mètres. Ce but sera désigné but de l'année en Italie aux Goalden Goal 2009. Il se répète deux matchs plus tard contre l'Udinese Calcio en marquant un magnifique but de plus de 30 mètres. Le 24 mars il devient le meilleur buteur de l'histoire du club en Serie A avec 30 buts et marque son 100e professionnel lors de AS Rome-Catania. Cette saison pleine le consacre définitivement avec sa première sélection en équipe nationale sous les ordres de Marcello Lippi. Il est donc titulaire en attaque lors du match amical contre l'Irlande du Nord avec Giampaolo Pazzini et Giuseppe Rossi. L'équipe est expérimentale et Mascara est remplacé à la mi-temps par Pasquale Foggia.
Sa saison 2009-2010 confirme que Giuseppe Mascara est un attaquant italien très talentueux qui a peut-être éclos trop tard. Il marque 8 buts en 33 matchs. Il est le capitaine et le symbole de cette équipe, extrêmement apprécié par les supporters. Cette fois encore, Catania s'est sauvé avec quelques journées d'avance, malgré un début de saison très délicat. En janvier 2011, Mascara est transféré vers Naples pour un montant de 1,2 million d'euros. Le 11 janvier 2012, il rejoint Novare.
En été 2012 il rejoint l'Al Nasr Dubaï où il retrouvera son ancien entraîneur Walter Zenga et Luca Toni.

## Clubs
- 1995-1997 : US Raguse
- 1997-2000 : US Battipagliese
- 2000-2001 : US Avellino
- Sept.2001  : Salernitana Sport
- 2001-jan. 2003 : US Palerme
- jan. 2003-2033 : Genoa CFC
- 2003-2004 : Calcio Catane
- 2004-2005 : AC Pérouse
- 2005-jan. 2011 : Calcio Catane
- jan. 2011-jan. 2012 : SSC Naples
- jan. 2012-2012 : Novare Calcio
- 2012-2013 : Al Nasr Dubaï
- 2013-2014 : Delfino Pescara
- 2014-déc. 2015 : Città di Syracuse
- jan. 2016-2016[2] : Città di Scordia

## Palmarès
Néant